# Loïc Amisse
Loïc Amisse (født 9. august 1954 i Nantes, Frankrig) er en fransk tidligere fodboldspiller (venstre wing), og senere træner..
Amisse spillede hele 17 år hos FC Nantes i sin fødeby., hvor han var med til at vinde tre franske mesterskaber (1977, 1980 og 1983) samt én Coupe de France-titel (1979). Han sluttede karrieren med et ophold hos Angers.
Amisse spillede desuden 12 kampe for det franske landshold. Den første var en venskabskamp mod Vesttyskland 23. februar 1977, den sidste en venskabskamp mod Sovjetunionen 23. marts 1983. Han var desuden en del af det franske hold der deltog ved OL 1976 i Montreal. Kampene ved denne turnering regnes dog ikke som A-landskampe.
Efter at have afsluttet sin aktive karriere fungerede Amisse også i perioden 2003-2004 som træner for Nantes.

## Titler
Ligue 1
- 1977, 1980 og 1983 med Nantes

Coupe de France
- 1979 med Nantes